# Religião e o aborto
Religião e o aborto trata da discussão a sobre os pontos de vista das religiões em relação ao aborto, a maioria das nações contemporâneas já se desvincularam das igrejas e crenças mas ainda admitem e amparam práticas de várias religiões.
Posições dos principais grupos religiosos sobre o aborto
Segundo o Pew Research Center
| A | B | C | D                                                                       |
| --- | --- | --- | ----------------------------------------------------------------------- |
| - Igreja Episcopal Metodista Africana - Assembleia de Deus - Igreja Católica Apostólica Romana - A Igreja de Jesus Cristo dos Santos dos Últimos Dias - Hinduísmo - Igreja Luterana - Sínodo de Missouri - Convenção Batista do Sul | - Igreja Episcopal dos Estados Unidos - Igreja Luterana Evangélica na América - Igreja Metodista Unida | - Judaísmo conservador - Igreja Presbiteriana (EUA) - Judaísmo reformista - Unitário-universalismo - Igreja de Deus Unida | - Islamismo - Budismo - National Baptist Convention - Judaísmo ortodoxo |

A) Opõem-se ao direito ao aborto, com poucas ou nenhuma exceção
B) Opõem-se ao direito ao aborto com algumas exceções
C) Apoia o direito ao aborto com poucas ou nenhuma exceção
D) Sem posição clara sobre o assunto

## Bahá'í
O aborto, com o propósito de eliminar uma criança indesejada e esterilização permanente, é geralmente proibido na Fé Bahá'í a menos que haja alguma razão médica para isso. Atualmente, os bahá'ís são encorajados a decidir com base em sua própria consciência à luz da orientação geral encontrada nos escritos bahá'ís.

## Budismo
Não há uma visão budista única sobre o aborto. Algumas fontes tradicionais, incluindo alguns códigos monásticos budistas, sustentam que a vida começa na concepção e que o aborto, que envolveria a destruição deliberada da vida, deve ser rejeitado. Para complicar, a questão é a crença budista de que "a vida é um contínuo sem ponto de partida discernível". Entre os budistas, não há um ponto de vista oficial ou preferencial sobre o aborto.
O décimo quarto Dalai Lama disse que o aborto é "negativo", mas há exceções. Ele disse: "Eu acho que o aborto deve ser aprovado ou reprovado de acordo com cada circunstância".
Induzir ou causar aborto é considerado um assunto sério nas regras monásticas seguidas pelos monges Theravada e Vajrayana; monges e freiras devem ser expulsos por ajudar uma mulher a fazer um aborto. As fontes tradicionais não reconhecem uma distinção entre aborto precoce e tardio, mas no Sri Lanka e na Tailândia o "estigma moral" associado a um aborto cresce com o desenvolvimento do feto. Embora as fontes tradicionais não pareçam estar cientes da possibilidade de o aborto ser relevante para a saúde da mãe, os professores budistas modernos de muitas tradições - e as leis do aborto em muitos países budistas - reconhecem uma ameaça à vida ou à saúde física da mãe como uma justificativa aceitável para o aborto como uma questão prática, embora possa ainda ser vista como uma ação com consequências morais ou cármicas negativas.

## Cristianismo
Ver artigo principal: Cristianismo e o aborto
Há um desacordo acadêmico sobre como os cristãos primitivos se sentiam em relação ao aborto, e não há nenhuma proibição explícita ao aborto nos livros do "Antigo Testamento" ou "Novo Testamento" da Bíblia Cristã. Alguns estudiosos concluíram que os primeiros cristãos adotaram uma posição matizada sobre o que hoje é chamado de aborto, e que em momentos diferentes, e em lugares separados, os primeiros cristãos adotaram posturas diferentes. Outros estudiosos concluíram que os primeiros cristãos consideravam o aborto um pecado em todos os estágios; embora haja discordância sobre seus pensamentos sobre que tipo de pecado seria e quão grave era o pecado, era visto pelo menos tão grave quanto a imoralidade sexual. Alguns cristãos primitivos afirmavam que o embrião ainda não possuía alma, e, consequentemente, a opinião foi dividida quanto ao fato de o aborto precoce ser ou não homicídio ou eticamente equivalente ao assassinato.
A Igreja Católica diz que "a vida humana deve ser respeitada e protegida de modo absoluto a partir do momento da concepção". Sendo assim, opõe-se determinadamente contra o uso de métodos contraceptivos e a prática do aborto. A posição da Igreja Ortodoxa é, em geral, a mesma da Igreja Católica.
A Igreja de Jesus Cristo dos Santos dos Últimos Dias diz-se contrária à prática do aborto, no entanto, aceita o aborto em casos limitados, por exemplo, se a concepção foi causada por estupro ou incesto, quando a mãe está com a vida em perigo e quando for demonstrado que o feto padece de graves defeitos que não lhe permitem viver após o nascimento. Ainda assim, nestes casos, recomenda-se que a mãe deve pensar e explorar, juntamente com sua família e líderes da igreja, a orientação de Deus antes de tomar uma decisão. A Igreja oferece adoção, especialmente para casais que têm dificuldade em ter filhos, e assim o exigem.
A Igreja Adventista do Sétimo Dia considera que o aborto está em desarmonia com o plano de Deus para a vida humana e diz não apoiar a prática.
Dentre as igrejas cristãs protestantes, a American Baptist Churches USA, Igreja Episcopal dos Estados Unidos, Evangelical Lutheran Church in America, Igreja Unida de Cristo, Igreja Metodista Unida, Unitário-universalismo permitem o aborto para proteger a vida da mãe, em casos de estupro, incesto e má formação fetal.

## Espiritismo
O Espiritismo se posiciona contra o aborto, como podemos ver no Livro dos Espíritos capítulo VII, questão 358: " O abortamento voluntário é um crime, qualquer que seja a época da concepção? Resposta: Existe sempre crime quando há transgressão da lei de Deus. A mãe, ou qualquer pessoa, cometerá sempre crime tirando a vida à criança antes de nascer, porque está impedindo, à alma, de suportar as provas das quais o corpo deveria ser o instrumento "; no entanto, na questão seguinte do mesmo livro (359), há uma ressalva "Dado o caso que o nascimento da criança pusesse em perigo a vida da mãe dela, haverá crime em sacrificar-se a primeira [a criança] para salvar a segunda [a mãe]? Resposta: "Preferível é se sacrifique o ser que ainda não existe a sacrificar-se o que já existe", posicionando-se comumente às outras religiões judaico-cristãs.

## Hinduísmo
Os textos hindus clássicos condenam fortemente o aborto. A British Broadcasting Corporation escreve: "Ao considerar o aborto, o caminho hindu é escolher a ação que fará menos mal a todos os envolvidos: a mãe e o pai, o feto e a sociedade". A BBC prossegue dizendo: "Na prática, entretanto, o aborto é praticado na cultura hindu na Índia, porque a proibição religiosa do aborto às vezes é anulada pela preferência cultural por filhos. Isso pode levar ao aborto sexual para impedir o nascimento de meninas, o que é chamado de "feticídio feminino".
Alguns teólogos hindus e Brahma Kumaris acreditam que a condição de pessoa começa aos três meses e se desenvolve até cinco meses de gestação, possivelmente implicando permitir o aborto até o terceiro mês e considera qualquer aborto após o terceiro mês como destruição do atual encarnamento da alma corpo.

## Islamismo
Embora existam diferentes opiniões entre estudiosos islâmicos sobre quando a vida começa, e quando o aborto é permitido, a maioria concorda que a interrupção da gravidez após 120 dias - o ponto no qual, no Islã, um feto é considerado uma alma viva -  não é permitida. Vários pensadores islâmicos afirmam que, nos casos anteriores aos quatro meses de gestação, o aborto deveria ser permissível apenas nos casos em que a vida da mãe estivesse em perigo ou em casos de estupro.
Algumas escolas da lei muçulmana permitem o aborto nas primeiras dezesseis semanas de gravidez, enquanto outras apenas o permitem nas primeiras sete semanas de gravidez. Quanto mais adiante a gravidez progredir, maior o pecado. O Alcorão recomenda não fazer aborto por medo da pobreza. Todas as escolas aceitam o aborto como meio de salvar a vida da mãe.

## Judaísmo
Ver artigo principal: Judaísmo e o aborto
O ensino judaico ortodoxo permite o aborto, se necessário, para salvaguardar a vida da mulher grávida.
No judaísmo, os pontos de vista sobre o aborto se baseiam principalmente nos ensinamentos éticos e legais da Bíblia Hebraica, no Talmude, nas decisões caso a caso do responsa, e outra literatura rabínica. De um modo geral, os judeus ortodoxos se opõem ao aborto após o 40º dia, com exceções relacionadas à saúde, e os judeus reformados tendem a permitir maior latitude para o aborto. Há decisões que muitas vezes parecem conflitantes sobre o assunto. Alguns comentaristas do Talmud afirmam que um feto não é legalmente uma pessoa até que nasça. A Torá contém a lei que, "Quando os homens lutam, e um deles empurra uma mulher grávida, e resulta em um aborto, mas não há outro infortúnio, o responsável será multado... mas se ocorrer outro infortúnio, a penalidade será vida (nefesh) para a vida (nefesh)". Isto é, causar uma mulher a abortar é um crime, mas não um crime capital, porque o feto não seria considerado uma pessoa.
Outros comentaristas do Talmud, entretanto, consideram o feto como uma pessoa, e que matá-lo é proibido tanto para judeus quanto para não-judeus (Bnei Noach).

## Taoísmo
No caso do Taoismo e Confucionismo, sexo e prazer sexual devem ser celebrados mas com atenção à moderação. Esta moderação também se aplica à reprodução e o aborto tende a ser visto como uma solução de recurso aceitável. Entretanto as escolas taoistas que tiveram maior influencia do budismo construiu textos com preceitos visando a preservação e proteção da vida, adotando visões contrárias ao aborto.